# Johnny McCarthy
John Joseph McCarthy, detto Johnny (Buffalo, 25 aprile 1934 – Buffalo, 9 maggio 2020), è stato un cestista e allenatore di pallacanestro statunitense, professionista nella NBA.

## Carriera
Venne selezionato dai Rochester Royals al quarto giro del Draft NBA 1956 (24ª scelta assoluta).

## Palmarès

### Giocatore
- Campionato NBA: 1

Boston Celtics: 1964